# Steine von Kelshamore
 Die Steine von Kelshamore liegen im Townland Kelshamore (irisch Coilseach Mhór), östlich von Stratford im County Wicklow in Irland. Es handelt sich um zwei Bullauns (irisch bullán oder bollán – von englisch bowl; oder französisch bol) und einen Menhir (englisch Standing stone). Es gibt in Irland über 150 registrierte Bullauns, mit Schwerpunkt in Leinster, wo allein im County Wicklow 50 vorkommen. Der Begriff Bullaun bezieht sich auf den meist nur kniehohen menhirartigen oder flachrunden Stein, der ebenfalls Bullaun genannte Eintiefungen beherbergen kann, wobei die meisten Steine nur eine haben. 
Der dreifache Bullaun-Stein von Kelshamore liegt in einem kleinen Bereich, der auf einen religiösen Kontext deutet. Er ist an drei Seiten gerade und an der vierten gewölbt. Er misst etwa 2,0 × 0,36 × 0,3 m. Die Bullauns sind kreisrund und tief, wobei der größte an der Seite liegt und 0,4 m Durchmesser hat. Der mittlere hat 0,32 m und der linke 0,3 m Durchmesser.
Etwa 30,0 m entfernt liegt der kleinere Bullaun. Der mit Moos bedeckte Stein ist dreieckig. Der Bullaun ist flach und hat 30 cm Durchmesser.
Andere multiple Bullauns: Bullaun von Ardattin (2), Glebe I (3) beide im County Carlow und Drummin (3), County Wicklow
Der Menhir steht nahe an der Straße, im Tal oberhalb der Bullauns. Er ist etwa 1,4 m hoch und glatt und abgerundet.